# Ballon d’Or 1956

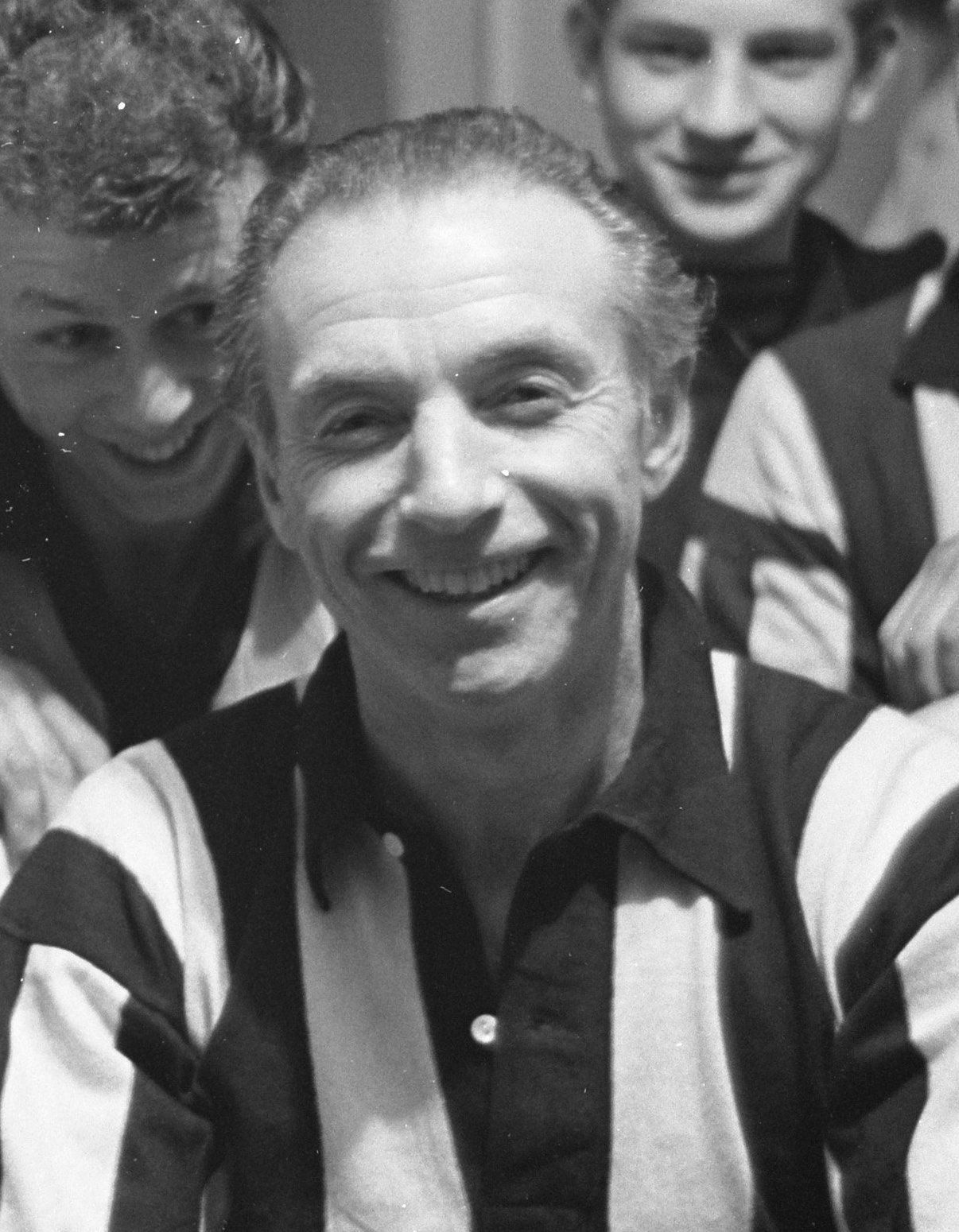
Europas Fußballer des Jahres
Stanley Matthews

Die erste Verleihung des Ballon d’Or (französisch für Goldener Ball) der Zeitschrift France Football erfolgte 1956. Sieger und somit erster Fußballer des Jahres Europas wurde der englische Rechtsaußen Stanley Matthews.

## Jury und Abstimmungsverfahren
Die Idee zu diesem Wettbewerb hatte der Redaktionsdirektor von France Football, Jacques Ferran, der dann auch die Organisation übernahm. Er war davon überzeugt, dass nur regelmäßige Beobachter des europäischen Fußballs – was zudem durch die Einführung eines europäischen Meisterpokalwettbewerbs in der Saison 1955/56 erleichtert wurde – als Juroren geeignet seien, und stellte eine Jury von 16 Sportjournalisten aus ebenso vielen Ländern zusammen. Auch Österreich, die Schweiz und Deutschland waren darin vertreten (Ferdinand Wimmer von Neues Österreich, Frédéric Schlatter von La Gazette de Lausanne, Fritz Weilenmann vom Kicker), ebenso drei Journalisten aus dem Ostblock (Jugoslawien, Tschechoslowakei, Ungarn); für Frankreich stimmte Gabriel Hanot von L’Équipe ab. Jeder Juror vergab an fünf Spieler seiner Wahl – eine Auswahlliste hatte France Football nicht vorgegeben – fünf, vier, drei, zwei beziehungsweise einen Punkt. Die Voten wurden per Brief oder telefonisch an die Redaktion in Paris übermittelt.

## Ergebnis
In seiner Ausgabe vom 18. Dezember 1956 veröffentlichte France Football das Ergebnis:
1. Stanley Matthews (FC Blackpool, 47 von 80 maximal möglichen Punkten)
2. Alfredo Di Stéfano (Real Madrid, 44)
3. Raymond Kopa (Stade Reims/Real Madrid, 33)
4. Ferenc Puskás (Honvéd Budapest, 32)
5. Lew Jaschin (Dynamo Moskau, 19)
6. József Bozsik (Honvéd Budapest, 15)
7. Ernst Ocwirk (FK Austria Wien/Sampdoria Genua, 9)
8. Sándor Kocsis (Honvéd Budapest, 6)
9. Iwan Kolew (ZSKA Sofia),  Billy Wright (Wolverhampton Wanderers) und  Thadée Cisowski (Racing Paris, je 4)
10. Julinho (AC Florenz, 3)

Ebenfalls Berücksichtigung fanden Stefan Boschkow (ZSKA Sofia), Duncan Edwards (Manchester United), Gerhard Hanappi (Rapid Wien), Robert Jonquet (Stade Reims), Miguel Montuori (AC Florenz), Pepillo (FC Sevilla), Juan Schiaffino (AC Mailand) und Eduard Strelzow (Torpedo Moskau) mit je zwei Punkten sowie mit jeweils einem Punkt Campanal (FC Sevilla), Břetislav Dolejší (Dukla Prag), Roger Piantoni (Stade Reims) und Kees Rijvers (AS Saint-Étienne).
Im Rückblick bewertet Jacques Ferran die Auszeichnung von Matthews als eine, die „weniger sein zurückliegendes Jahr als Spieler als vielmehr die Gesamtkarriere des inzwischen fast 42-Jährigen“ berücksichtige. Zur Übergabe der von einem Pariser Juwelier geschaffenen Trophäe reiste Gabriel Hanot mit einem Fotografen nach Blackpool, wo er sie dem Sieger in dessen Wohnung überreichte. Bereits diese erste Auszeichnung wurde auch medial vermarktet, allerdings der Zeit entsprechend in vergleichsweise bescheidenem Umfang. So berichtete France Football in seiner Weihnachtsausgabe 1956 auf lediglich drei Seiten darüber, auf die auch nur ein kleiner Kasten auf der Titelseite hinwies. RTF zeigte vor Hanots Abreise den Pokal und kurze Wochenschau-Ausschnitte des ersten Fußballers des Jahres, und auch die BBC lud Matthews Anfang 1957 in ihr Studio nach Manchester ein.